# Superliga Brasileira de Voleibol Feminino de 2023 - Série B
A Superliga Brasileira de Voleibol Feminino de 2023 - Série B foi a décima edição desta competição organizada pela Confederação Brasileira de Voleibol através da Unidade de Competições Nacionais. Trata-se da segunda divisão do Campeonato Brasileiro de Voleibol Feminino, a principal competição entre clubes de voleibol feminino do Brasil. Participam do torneio dez equipes provenientes de cinco estados brasileiros. A fase final será transmitida pela SporTV2.
As duas equipes finalistas garantem acesso à elite do voleibol brasileiro na temporada 2023/2024. No caso do descenso, as duas últimas colocadas serão rebaixadas para a Superliga Série C 2024.

## Formato de disputa
A fase classificatória da competição é disputada por dez equipes em turno único. As quatro primeiros colocados se classificam para os play-offs. Nesta fase, a vitória por 3-0 ou 3-1 garante três pontos para o ganhador e nenhum ponto para o perdedor. Já com o placar de 3-2, o ganhador da partida leva dois pontos e o perdedor um, e o não comparecimento de qualquer equipe resulta na perda de dois pontos. 
A classificação de 5º a 10º lugar, será definida de acordo com o índice técnico da fase classificatória. Os play-offs serão divididos em três fases - semi-finais, disputa de terceiro lugar e final.As duas últimas colocadas da fase classficatória serão rebaixadas para a Série C 2024.
Nas semifinais haverá o cruzamento entre as equipes com os melhores índices técnicos seguindo a lógica: 1ª x 4ª (semifinal I); 2ª x 3 (semifinal II). Estas jogarão partidas em melhor de 3 (jogos), sendo um mando de quadra para cada e o jogo de desempate, quando houver, no ginásio da equipe com o melhor índice técnico da fase classificatória.
As equipes vencedoras se classificam para a final, que será disputada em jogo único, o mando de quadra será no ginásio escolhido pelo clube melhor colocado na fase classificatória, de forma análoga as equipes perdedoras disputam o terceiro lugar.
A equipe vencedora da final será atribuída o título de “Campeã” e a equipe perdedora de “Vice-campeã”. E ambas as equipes terão acesso a Superliga 1XBET 2023-24 desde que cumpram os requerimentos da competição; E os clubes com o mesmo CNPJ de uma equipe da Superliga 1XBET (no caso do Minas Tênis Clube), que sagrar-se classificada como campeã ou vice-campeã ficará impossibilitada de jogar a Superliga 1XBET 2023-24 e permanece na Superliga B do ano seguinte, e com isso a equipe vencedora da disputa do terceiro lugar terá direito a promoção. Os clubes classificados deverá integrar ao CBC (Comitê Brasileiro de Clubes) para jogar a Superliga 1XBET 2023-24.

## Equipes participantes
Dez equipes disputam o título e acesso da Superliga Feminina de Série B 2023. São elas:
| Equipe                                | Cidade             | Última participação | Temporada 2022                       |
| ------------------------------------- | ------------------ | ------------------- | ------------------------------------ |
| Vôlei JustForYou Vinhedo/Country Club | Valinhos           | 2019                | 11º Colocado na Chave na Superliga A |
| Curitiba Vôlei                        | Curitiba           | 2018                | 12º Colocado na Chave na Superliga A |
| SESI-SP                               | São Paulo (cidade) | 2022                | 2º Colocado na Chave da Superliga B  |
| Bluvôlei/Furb/SME                     | Blumenau           | 2022                | 3º Colocado na Superliga B           |
| AGEE-Atacadão/São Carlos              | São Carlos         | 2022                | 4º Colocado da Chave da Superliga B  |
| ADC Bradesco                          | Osasco             | 2020                | 5º Colocado na Superliga B           |
| Mackenzie EC                          | Belo Horizonte     | Estreante           | 1º Colocado na Chave da Superliga C  |
| Recife Vôlei Copergás/Uninassau       | Recife             | Estreante           | 1º Colocado na Chave da Superliga C  |
| Vôlei Taubaté                         | Taubaté            | Estreante           | 1º Colocado da Chave da Superliga C  |
| ACV/Unoesc/Chapecó                    | Chapecó            | 2020                | 2º Colocado da Chave da Superliga C  |

ACV/Unoesc/Chapecó assumiu vaga do Itajaí Vôlei

## Fase Classificatória
As dez equipes participantes formam um grupo único e jogam no sistema de todos contra todos em cada grupo, sendo classificada automaticamente para a semifinal a primeira a quarta colocada.

### Classificação
- Vitória por 3 sets a 0 ou 3 a 1: 3 pontos para o vencedor;
- Vitória por 3 sets a 2: 2 pontos para o vencedor e 1 ponto para o perdedor.
- Não comparecimento, a equipe perde 2 pontos.
- Em caso de igualdade por pontos, os seguintes critérios servem como desempate: número de vitórias, razão de sets e razão de ralis.

|  |                                  |
|  | Classificado para as semifinais. |

### Grupo A
|     |                          |     | Jogos | Jogos | Jogos | Resultados | Resultados | Resultados | Resultados | Resultados | Resultados | Sets | Sets | Sets  | Pontos | Pontos | Pontos |
| Pos | Equipe                   | Pts | T     | V     | D     | 3–0        | 3–1        | 3–2        | 2–3        | 1–3        | 0–3        | V    | P    | R     | V      | P      | R      |
| --- | ------------------------ | --- | ----- | ----- | ----- | ---------- | ---------- | ---------- | ---------- | ---------- | ---------- | ---- | ---- | ----- | ------ | ------ | ------ |
| 1   | Bradesco Esportes        | 24  | 9     | 9     | 0     | 6          | 0          | 3          | 0          | 0          | 0          | 27   | 6    | 4.500 | 7754   | 643    | 12.059 |
| 2   | Bluvôlei/Furb/SME        | 22  | 9     | 7     | 2     | 5          | 2          | 0          | 1          | 0          | 1          | 23   | 8    | 2.875 | 782    | 676    | 1.157  |
| 3   | Vôlei Taubaté            | 18  | 9     | 6     | 3     | 3          | 2          | 1          | 1          | 1          | 1          | 21   | 13   | 1.615 | 780    | 699    | 1.116  |
| 4   | Vôlei JustForYou Vinhedo | 16  | 9     | 5     | 4     | 2          | 3          | 0          | 1          | 1          | 2          | 18   | 15   | 1.200 | 749    | 729    | 1.027  |
| 5   | AGEE/São Carlos          | 13  | 9     | 4     | 5     | 0          | 4          | 0          | 1          | 3          | 1          | 17   | 19   | 0.895 | 787    | 800    | 0.984  |
| 6   | Mackenzie EC             | 12  | 9     | 4     | 5     | 2          | 0          | 2          | 2          | 2          | 1          | 18   | 19   | 0.947 | 827    | 780    | 1.060  |
| 7   | Recife Vôlei             | 11  | 9     | 4     | 5     | 1          | 1          | 2          | 1          | 1          | 3          | 15   | 20   | 0.750 | 682    | 711    | 0.959  |
| 8   | Curitiba Vôlei           | 10  | 9     | 4     | 5     | 0          | 2          | 2          | 0          | 0          | 5          | 12   | 21   | 0.571 | 727    | 798    | 0.911  |
| 9   | ACV/Unoesc/Chapecó       | 5   | 9     | 1     | 8     | 1          | 0          | 0          | 2          | 2          | 4          | 9    | 24   | 0.375 | 680    | 765    | 0.889  |
| 10  | SESI-SP                  | 1   | 9     | 0     | 9     | 0          | 0          | 0          | 1          | 4          | 4          | 6    | 27   | 0.222 | 626    | 687    | 0.911  |

#### 1ª Rodada
| Data       | Hora  |                          | Placar |                    | Set 1 | Set 2 | Set 3 | Set 4 | Set 5 | Total   | Relatório |
| ---------- | ----- | ------------------------ | ------ | ------------------ | ----- | ----- | ----- | ----- | ----- | ------- | --------- |
| 20/01/2023 | 19:30 | Curitiba Vôlei           | 3–2    | Recife Vôlei       | 17–25 | 19–25 | 25–22 | 25–22 | 15–11 | 101–105 | Relatório |
| 20/01/2023 | 19:30 | AGEE/São Carlos          | 3–1    | Mackenzie EC       | 26–24 | 13–25 | 25–18 | 25–19 |       | 89–86   | Relatório |
| 20/01/2023 | 20:00 | Vôlei JustForYou Vinhedo | 3–0    | ACV/Unoesc/Chapecó | 26–24 | 25–21 | 25–20 |       |       | 76–65   | Relatório |
| 21/01/2023 | 17:00 | Bradesco Esportes        | 3–0    | SESI-SP            | 25–20 | 25–19 | 25–10 |       |       | 75–49   | Relatório |
| 23/01/2023 | 19:00 | Bluvôlei/Furb/SME        | 3–0    | Vôlei Taubaté      | 25–20 | 25–20 | 25–20 |       |       | 75–60   | Relatório |

#### 2ª Rodada
| Data       | Hora  |                          | Placar |                   | Set 1 | Set 2 | Set 3 | Set 4 | Set 5 | Total   | Relatório |
| ---------- | ----- | ------------------------ | ------ | ----------------- | ----- | ----- | ----- | ----- | ----- | ------- | --------- |
| 26/01/2023 | 19:30 | AGEE/São Carlos          | 3–1    | SESI-SP           | 25–16 | 22–25 | 25–11 | 25–13 |       | 97–65   | Relatório |
| 27/01/2023 | 20:00 | Vôlei JustForYou Vinhedo | 0–3    | Bradesco Esportes | 19–25 | 19–25 | 14–25 |       |       | 52–75   | Relatório |
| 27/01/2023 | 19:00 | Bluvôlei/Furb/SME        | 2–3    | Mackenzie EC      | 33–31 | 25–23 | 22–25 | 22–25 | 13–55 | 115–159 | Relatório |
| 27/01/2023 | 19:30 | Curitiba Vôlei           | 0–3    | Vôlei Taubaté     | 22–25 | 18–25 | 17–25 |       |       | 57–75   | Relatório |
| 28/01/2023 | 16:00 | ACV/Unoesc/Chapecó       | 2–3    | Recife Vôlei      | 25–14 | 25–20 | 23–25 | 23–25 | 12–15 | 108–99  | Relatório |

#### 3ª Rodada
| Data       | Hora  |                   | Placar |                          | Set 1 | Set 2 | Set 3 | Set 4 | Set 5 | Total  | Relatório |
| ---------- | ----- | ----------------- | ------ | ------------------------ | ----- | ----- | ----- | ----- | ----- | ------ | --------- |
| 03/02/2023 | 19:00 | Vôlei Taubaté     | 3–0    | ACV/Unoesc/Chapecó       | 25–23 | 25–18 | 25–21 |       |       | 75–62  | Relatório |
| 03/02/2023 | 19:00 | Mackenzie EC      | 3–0    | Curitiba Vôlei           | 25–14 | 25–14 | 26–24 |       |       | 76–52  | Relatório |
| 03/02/2023 | 19:00 | SESI-SP           | 0–3    | Bluvôlei/Furb/SME        | 13–25 | 16–25 | 20–25 |       |       | 49–75  | Relatório |
| 03/02/2023 | 20:00 | Recife Vôlei      | 1–3    | Vôlei JustForYou Vinhedo | 24–26 | 24–26 | 29–27 | 14–25 |       | 91–104 | Relatório |
| 04/02/2023 | 17:00 | Bradesco Esportes | 3–2    | AGEE/São Carlos          | 25–22 | 21–25 | 25–19 | 24–26 | 15–7  | 110–99 | Relatório |

#### 4ª Rodada
| Data       | Hora  |                          | Placar |                   | Set 1 | Set 2 | Set 3 | Set 4 | Set 5 | Total   | Relatório |
| ---------- | ----- | ------------------------ | ------ | ----------------- | ----- | ----- | ----- | ----- | ----- | ------- | --------- |
| 09/02/2023 | 19:00 | Bluvôlei/Furb/SME        | 0–3    | Bradesco Esportes | 21–25 | 24–26 | 23–25 |       |       | 68–76   | Relatório |
| 10/02/2023 | 19:30 | Curitiba Vôlei           | 3–2    | SESI-SP           | 22–25 | 23–25 | 25–12 | 27–25 | 15–13 | 112–100 | Relatório |
| 10/02/2023 | 20:00 | Vôlei JustForYou Vinhedo | 3–1    | AGEE/São Carlos   | 23–25 | 25–19 | 25–19 | 25–23 |       | 98–86   | Relatório |
| 10/02/2023 | 20:00 | Recife Vôlei             | 0–3    | Vôlei Taubaté     | 22–25 | 18–25 | 18–25 |       |       | 58–75   | Relatório |
| 11/02/2023 | 16:00 | ACV/Unoesc/Chapecó       | 2–3    | Mackenzie EC      | 25–21 | 25–23 | 18–25 | 22–25 | 12–15 | 102–109 | Relatório |

#### 5ª Rodada
| Data       | Hora  |                   | Placar |                          | Set 1 | Set 2 | Set 3 | Set 4 | Set 5 | Total  | Relatório   |
| ---------- | ----- | ----------------- | ------ | ------------------------ | ----- | ----- | ----- | ----- | ----- | ------ | ----------- |
| 14/02/2023 | 19:00 | Mackenzie EC      | 2–3    | Recife Vôlei             | 25–20 | 25–21 | 18–25 | 19–25 | 11–15 | 98–106 | Relatório   |
| 14/02/2023 | 19:00 | SESI-SP           | 0–3    | ACV/Unoesc/Chapecó       | 15–25 | 20–25 | 25–23 |       |       | 60–73  | Relatório   |
| 14/02/2023 | 19:30 | AGEE/São Carlos   | 1–3    | Bluvôlei/Furb/SME        | 22–25 | 25–19 | 17–25 | 20–25 |       | 84–94  | Relatório   |
| 16/02/2023 | 19:00 | Bradesco Esportes | 3–0    | Curitiba Vôlei           | 28–26 | 25–20 | 29–27 |       |       | 82–73  | [Relatório] |
| 17/02/2023 | 19:00 | Vôlei Taubaté     | 3–2    | Vôlei JustForYou Vinhedo | 22–25 | 25–14 | 24–26 | 25–21 | 15–9  | 111–95 | Relatório   |

#### 6ª Rodada
| Data       | Hora  |                          | Placar |                   | Set 1 | Set 2 | Set 3 | Set 4 | Set 5 | Total  | Relatório |
| ---------- | ----- | ------------------------ | ------ | ----------------- | ----- | ----- | ----- | ----- | ----- | ------ | --------- |
| 24/02/2023 | 19:00 | Vôlei Taubaté            | 3–1    | Mackenzie EC      | 25–17 | 25–23 | 24–26 | 25–16 |       | 99–82  | Relatório |
| 24/02/2023 | 20:00 | Vôlei JustForYou Vinhedo | 1–3    | Bluvôlei/Furb/SME | 24–26 | 21–25 | 25–17 | 22–25 |       | 92–93  | Relatório |
| 24/02/2023 | 20:00 | Recife Vôlei             | 3–1    | SESI-SP           | 25–27 | 25–16 | 25–19 | 25–20 |       | 100–82 | Relatório |
| 25/02/2023 | 19:30 | ACV/Unoesc/Chapecó       | 0–3    | Bradesco Esportes | 14–25 | 12–25 | 15–25 |       |       | 41–75  | Relatório |
| 27/02/2023 | 19:30 | Curitiba Vôlei           | 3–1    | AGEE/São Carlos   | 25–19 | 21–25 | 25–20 | 25–20 |       | 96–84  | Relatório |

#### 7ª Rodada
| Data       | Hora  |                   | Placar |                          | Set 1 | Set 2 | Set 3 | Set 4 | Set 5 | Total  | Relatório |
| ---------- | ----- | ----------------- | ------ | ------------------------ | ----- | ----- | ----- | ----- | ----- | ------ | --------- |
| 02/03/2023 | 19:00 | SESI-SP           | 1–3    | Vôlei Taubaté            | 11–25 | 25–20 | 20–25 | 18–25 |       | 74–95  | Relatório |
| 03/03/2023 | 19:00 | Mackenzie EC      | 3–0    | Vôlei JustForYou Vinhedo | 25–20 | 25–20 | 25–22 |       |       | 75–62  | Relatório |
| 03/03/2023 | 19:00 | Bluvôlei/Furb/SME | 3–2    | Curitiba Vôlei           | 25–9  | 23–25 | 23–25 | 25–21 | 15–11 | 111–91 | Relatório |
| 03/03/2023 | 19:30 | AGEE/São Carlos   | 3–1    | ACV/Unoesc/Chapecó       | 22–25 | 25–18 | 25–18 | 25–20 |       | 97–81  | Relatório |
| 04/03/2023 | 17:00 | Bradesco Esportes | 3–0    | Recife Vôlei             | 25–11 | 25–20 | 30–28 |       |       | 80–59  | Relatório |

#### 8ª Rodada
| Data       | Hora  |                          | Placar |                   | Set 1 | Set 2 | Set 3 | Set 4 | Set 5 | Total  | Relatório |
| ---------- | ----- | ------------------------ | ------ | ----------------- | ----- | ----- | ----- | ----- | ----- | ------ | --------- |
| 07/03/2023 | 19:00 | Vôlei Taubaté            | 2–3    | Bradesco Esportes | 25–18 | 16–25 | 25–15 | 18–25 | 11–25 | 95–108 | Relatório |
| 07/03/2023 | 19:00 | Mackenzie EC             | 3–0    | SESI-SP           | 25–16 | 25–22 | 25–23 |       |       | 75–61  | Relatório |
| 07/03/2023 | 20:00 | Vôlei JustForYou Vinhedo | 3–0    | Curitiba Vôlei    | 25–22 | 25–6  | 25–19 |       |       | 75–47  | Relatório |
| 07/03/2023 | 20:00 | ACV/Unoesc/Chapecó       | 0–3    | Bluvôlei/Furb/SME | 16–25 | 18–25 | 24–26 |       |       | 58–76  | Relatório |
| 07/03/2023 | 20:00 | Recife Vôlei             | 3–0    | AGEE/São Carlos   | 25–22 | 25–18 | 25–23 |       |       | 75–63  | Relatório |

#### 9ª Rodada
| Data       | Hora  |                   | Placar |                          | Set 1 | Set 2 | Set 3 | Set 4 | Set 5 | Total  | Relatório |
| ---------- | ----- | ----------------- | ------ | ------------------------ | ----- | ----- | ----- | ----- | ----- | ------ | --------- |
| 11/03/2023 | 17:00 | Bradesco Esportes | 3–2    | Mackenzie EC             | 26–24 | 13–25 | 25–21 | 15–25 | 15–12 | 94–107 | Relatório |
| 11/03/2023 | 19:00 | SESI-SP           | 1–3    | Vôlei JustForYou Vinhedo | 25–20 | 20–25 | 21–25 | 20–25 |       | 86–95  | Relatório |
| 11/03/2023 | 19:00 | Bluvôlei/Furb/SME | 3–0    | Recife Vôlei             | 25–14 | 25–15 | 25–18 |       |       | 75–47  | Relatório |
| 11/03/2023 | 19:30 | Curitiba Vôlei    | 3–1    | ACV/Unoesc/Chapecó       | 23–25 | 25–24 | 25–18 | 25–23 |       | 98–90  | Relatório |
| 11/03/2023 | 19:30 | AGEE/São Carlos   | 3–1    | Vôlei Taubaté            | 25–20 | 20–25 | 21–25 | 22–25 |       | 88–95  | Relatório |

## Playoffs
|  | Semifinais | Semifinais               | Semifinais | Semifinais | Semifinais |  |  | Final          | Final                    | Final          |  |  |  |  |
|  |            |                          |            |            |            |  |  |                |                          |                |  |  |  |  |
|  | 1°         | Bradesco Esportes        | 3          | 3          | -          |  |  |                |                          |                |  |  |  |  |
|  | 4°         | Vôlei JustForYou Vinhedo | 1          | 0          | -          |  |  |                |                          |                |  |  |  |  |
|  |            |                          |            |            |            |  |  | 1°             | Bradesco Esportes        | 3              |  |  |  |  |
|  |            |                          |            |            |            |  |  | 2°             | Bluvôlei/Furb/SME        | 1              |  |  |  |  |
|  | 2°         | Bluvôlei/Furb/SME        | 0          | 3          | 3          |  |  |                |                          |                |  |  |  |  |
|  | 3°         | Vôlei Taubaté            | 3          | 0          | 1          |  |  | Terceiro lugar | Terceiro lugar           | Terceiro lugar |  |  |  |  |
|  |            |                          |            |            |            |  |  |                |                          |                |  |  |  |  |
|  |            |                          |            |            |            |  |  | 3°             | Vôlei Taubaté            | 3              |  |  |  |  |
|  |            |                          |            |            |            |  |  | 4°             | Vôlei JustForYou Vinhedo | 2              |  |  |  |  |

### Semifinais
| Data       | Hora    |                          | Placar  |                          | Set 1   | Set 2   | Set 3   | Set 4   | Set 5   | Total   | Relatório |
| 1º x 4º    | 1º x 4º | 1º x 4º                  | 1º x 4º | 1º x 4º                  | 1º x 4º | 1º x 4º | 1º x 4º | 1º x 4º | 1º x 4º | 1º x 4º | 1º x 4º   |
| ---------- | ------- | ------------------------ | ------- | ------------------------ | ------- | ------- | ------- | ------- | ------- | ------- | --------- |
| 16/03/2023 | 20:00   | Vôlei JustForYou Vinhedo | 1–3     | Bradesco Esportes        | 18–25   | 27–25   | 23–25   | 23–25   |         | 91–100  | Relatório |
| 21/03/2023 | 21:30   | Bradesco Esportes        | 3–0     | Vôlei JustForYou Vinhedo | 25–14   | 25–22   | 25–19   |         |         | 75–55   | Relatório |
| 2º x 3º    |         |                          |         |                          |         |         |         |         |         |         |           |
| 16/03/2023 | 19:00   | Vôlei Taubaté            | 3–0     | Bluvôlei/Furb/SME        | 27–25   | 25–22   | 25–15   |         |         | 77–62   | Relatório |
| 20/03/2023 | 19:00   | Bluvôlei/Furb/SME        | 3–0     | Vôlei Taubaté            | 25–18   | 25–12   | 25–22   |         |         | 75–52   | Relatório |
| 25/03/2023 | 16:30   | Bluvôlei/Furb/SME        | 3–1     | Vôlei Taubaté            | 21–25   | 29–27   | 25–21   | 25–18   |         | 100–91  | Relatório |

#### Terceiro lugar
| Data       | Hora  |               | Placar |                          | Set 1 | Set 2 | Set 3 | Set 4 | Set 5 | Total   | Relatório |
| ---------- | ----- | ------------- | ------ | ------------------------ | ----- | ----- | ----- | ----- | ----- | ------- | --------- |
| 29/03/2023 | 19:00 | Vôlei Taubaté | 3–2    | Vôlei JustForYou Vinhedo | 22–25 | 25–19 | 25–18 | 22–25 | 15–13 | 109–100 | Relatório |

#### Final
| Data       | Hora  |                   | Placar |                   | Set 1 | Set 2 | Set 3 | Set 4 | Set 5 | Total | Relatório |
| ---------- | ----- | ----------------- | ------ | ----------------- | ----- | ----- | ----- | ----- | ----- | ----- | --------- |
| 29/03/2023 | 21:30 | Bradesco Esportes | 3–1    | Bluvôlei/Furb/SME | 25–15 | 24–26 | 25–23 | 25–10 | –     | 99–74 | Relatório |

## Classificação final
| Posição           | Equipe                                |
| ----------------- | ------------------------------------- |
| Medalha de ouro   | ADC Bradesco                          |
| Medalha de prata  | Bluvôlei/Furb/SME                     |
| Medalha de bronze | Taubaté                               |
| 4                 | Vôlei JustForYou Vinhedo/Country Club |
| 5                 | AGEE-Atacadão/São Carlos              |
| 6                 | Mackenzie EC                          |
| 7                 | Recife Vôlei                          |
| 8                 | Curitiba Vôlei                        |
| 9                 | ACV/Unoesc/Chapecó                    |
| 10                | SESI-SP                               |

|  |                                         |
|  | Acesso para a Série A 2023/24.          |
|  | Equipes mantidas para a Série B 2024.   |
|  | Equipes rebaixadas para a Série C 2024. |

## Premiações
| Superliga B 2023                |
| São Paulo                       |
| ------------------------------- |
| ADC Bradesco Campeão (1ºtítulo) |